# Девід Коперфілд (роман)
«Життя Девіда Коперфілда, розказане ним самим» (англ. The Personal History, Adventures, Experience and Observation of David Copperfield the Younger of Blunderstone Rookery) — роман англійського письменника Чарльза Дікенса, опублікований в п'яти частинах в 1849 та окремою книгою в 1850. Перший з його творів, де розповідь ведеться від першої особи.

## Сюжет
Загалом роман «Девід Коперфілд» має автобіографічний характер. За сюжетом, Девід Коперфілд з'явився на світ через кілька місяців після смерті батька. Коли хлопчикові було сім років, його мати вступила у шлюб з манірним паном Мердстоном. Між хлопчиком та вітчимом одразу виникла взаємна неприязнь, яка посилилася після того, як управління будинком взяла в свої руки сестра Мердстона, а вітчим став бити хлопця за його неуспішність.
Невдовзі Мердстон відсилає хлопчика в приватну школу, де, незважаючи на гніт вчителів, він знаходить відраду в спілкуванні з друзями, такими, як Джеймс Стірфорт та Томмі Треддлс. Тим часом його мати вмирає, і Мердстон направляє хлопчика працювати на свою фабрику в Лондоні. Там він поселяється жити в будинку Вілкінса Мікобера, який, незважаючи на бідність, завжди зберігає оптимізм.
Після того, як Мікобер потрапляє в боргову в'язницю, Девід, якому набридло життя в бідності, наважується втекти до міста Дувр до тітки свого покійного батька, міс Бетсі Тротвуд. Подолавши увесь шлях пішки, він потрапляє під захист ексцентричної родички. Спроба Мердстона забрати у неї хлопчика зазнає краху.
Дедалі нові персонажі з'явлються в житті Девіда й так само зникають з нього, поки до кінця книги він не стає успішним молодим письменником. Деякий час він проводить в будинку юриста тітки, містера Вікфілда, залежного від алкоголізму, в той час як огидний клерк Урія Гіп, вершить за спиною старого свої темні справи.
Ставши партнером Вікфілда, Гіп приймає на роботу Мікобера. Той разом з Копперфілдом отримує докази махінацій Гіпа й виводить його на чисту воду. Паралельною сюжетною лінією є історія Стирфорта, який спокусив дівчину-сироту Емілі та втік з нею в Європу; ця сюжетна лінія закінчується трагедією.
Тим часом Девід закохується в наївну Дору Спенлоу, яка стає його дружиною.
Після смерті непрактичної Дори головний герой знаходить щастя з шляхетною дочкою містера Вікфільда — Агнесою.

## Публікація
Як і більшість творів Дікенса, роман «Девід Коперфілд» публікувався як щомісячна історія з продовженням. Один примірник коштував 1 шилінг. Кожна з 19 частин мала 32 сторінки тексту та дві ілюстрації. Остання частина була удвічі більша за інші.
- I: Травень 1849 (Розділи 1-3)
- II: Червень 1849 (Розділи 4-6)
- III: Липень 1849 (Розділи 7-9)
- IV: Серпень 1849 (Розділи 10-12)
- V: Вересень 1849 (Розділи 13-15)
- VI: Жовтень 1849 (Розділи 16-18)
- VII: Листопад 1849 (Розділи 19-21)
- VIII: Грудень 1849 (Розділи 22-24)
- IX: Січень 1850 (Розділи 25-27)
- X: Лютий 1850 (Розділи 28-31)
- XI: Березень 1850 (Розділи 32-34)
- XII: Квітень 1850 (Розділи 35-37)
- XIII: Травень 1850 (Розділи 38-40)
- XIV: Червень 1850 (Розділи 41-43)
- XV: Липень 1850 (Розділи 44-46)
- XVI: Серпень 1850 (Розділи 47-50)
- XVII: Вересень 1850 (Розділи 51-53)
- XVIII: Жовтень 1850 (Розділи 54-57)
- XIX–XX: Листопад 1850 (Розділи 58-64)

## Відгуки
«Девід Коперфілд» — один із найпопулярніших романів Дікенса, і не лише в англомовних країнах, але й за кордоном. Роман є класичним прикладом виховного роману. 
Натомість Джеймс Джойс не сприймав сентиментальності Дікенса, його пристрасті до сентенцій та нечіткої оповідної структури; Джойс уїдливо спародіював стиль роману в «Биках сонця».

## Екранізації
Починаючи з 1911 року роман неодноразово екранізувався. Класична голлівудська кіноверсія була знята Дж. К'юкором під керівництвом Д. Селзніка 1935 року. Існує також кілька багатосерійних телефільмів британського виробництва. У телеверсії 1966 року роль дорослого Девіда виконав Єн Маккеллен. У двосерійному телефільмі виробництва Бі-бі-сі (1999) роль Копперфілда в дитинстві зіграв Деніел Редкліфф. У телефільмі виробництва Hallmark Entertainment (Ірландія — США, 2000) Копперфілда зіграв Х'ю Денсі.

### Список екранізацій
- Девід Коперфілд — фільм 1911 року, знятий Теодором Марстоном (німий).
- Девід Коперфілд — британський фільм 1913 року, знятий Томасом Бентлі (німий, 67 хвилин).
- Девід Коперфілд — німецький фільм 1922 року, знятий Сандберг (A. W. Sandberg) (німий).
- Особиста історія, пригоди, досвід та спостереження молодого Девіда Копперфілда — американський фільм 1935 року, знятий Джорджем К'юкором (130 хвилин, звуковий фільм).
- Девід Коперфілд — бразильський телесеріал 1958 року.
- Девід Коперфілд — італійський фільм 1965 року, знятий Антоном Джуліо Маджалі.
- Девід Коперфілд — французький телефільм 1965 року режисера Marcel Cravenne.
- Девід Коперфілд — британський телесеріал 1966 року, знятий Джоан Крафт (13 серій по 25 хвилин).
- Девід Коперфілд — британський телефільм Ділберта Манна, що вийшов 1969 року (120 хвилин, кольоровий).
- Девід Коперфілд — ще одна екранізація Джоан Крафт, 1974 року (300 хвилин в 6 серіях, кольоровий).
- Девід Коперфілд — ще одна британська екранізація, зроблена у форматі телесеріалу (10 серій по 30 хвилин) Баррі Леттс 1986 року .
- Девід Коперфілд — анімаційна версія історії, зроблена 1993 року в Канаді Доном Аріола (90 хвилин).
- Девід Коперфілд — англо-американський фільм 1999 року, знятий Саймоном Кертісом; роль маленького Девіда зіграв Деніел Редкліф (185 хвилин).
- Девід Коперфілд — американський фільм 2000 року, знятий Пітером Медаком (3 серії по 60 хвилин).
- Історія Девіда Коперфілда — англо-американський фільм 2019 року, знятий  Армандо Іаннуччі, у головній ролі Дев Пател (118 хвилин).

## Українські переклади
В Україні за радянського часу було здійснено два видання «Девіда Копперфілда» українською мовою (скорочене у дитячому видавництві (1936 р.) і повне (1937 р.)) у перекладі Юрія Корецького:
- Діккенс Чарльз. Історія особистих пригод, переживань і спостережень Давіда Копперфільда молодшого… / Пер. з англ. Ю. Корецького. — К.: Молодий більшовик, 1937. — 696 с.

Другий український переклад роману було опубліковано у повоєнній Німеччині:
- Давід Копперфільд [Текст] : роман на 3 томи / Чарльз Діккенс. — Авґсбург : Пу-Гу, 1948.